# Ormosolenia
Ormosolenia es un género de plantas  pertenecientes a la familia Apiaceae. Comprende 3 especies descritas.

## Taxonomía
El género fue descrito por Ignaz Friedrich Tausch y publicado en Flora 17: 348. 1834. La especie tipo es: Ormosolenia cretica Tausch

## Especies
A continuación se brinda un listado de las especies del género Ormosolenia descritas hasta julio de 2013, ordenadas alfabéticamente. Para cada una se indica el nombre binomial seguido del autor, abreviado según las convenciones y usos.
- Ormosolenia alpina (Sieber ex Schult.) Pimenov
- Ormosolenia cretica Tausch
- Ormosolenia pisidica Boiss. & Heldr.